# Heilbronner Bund

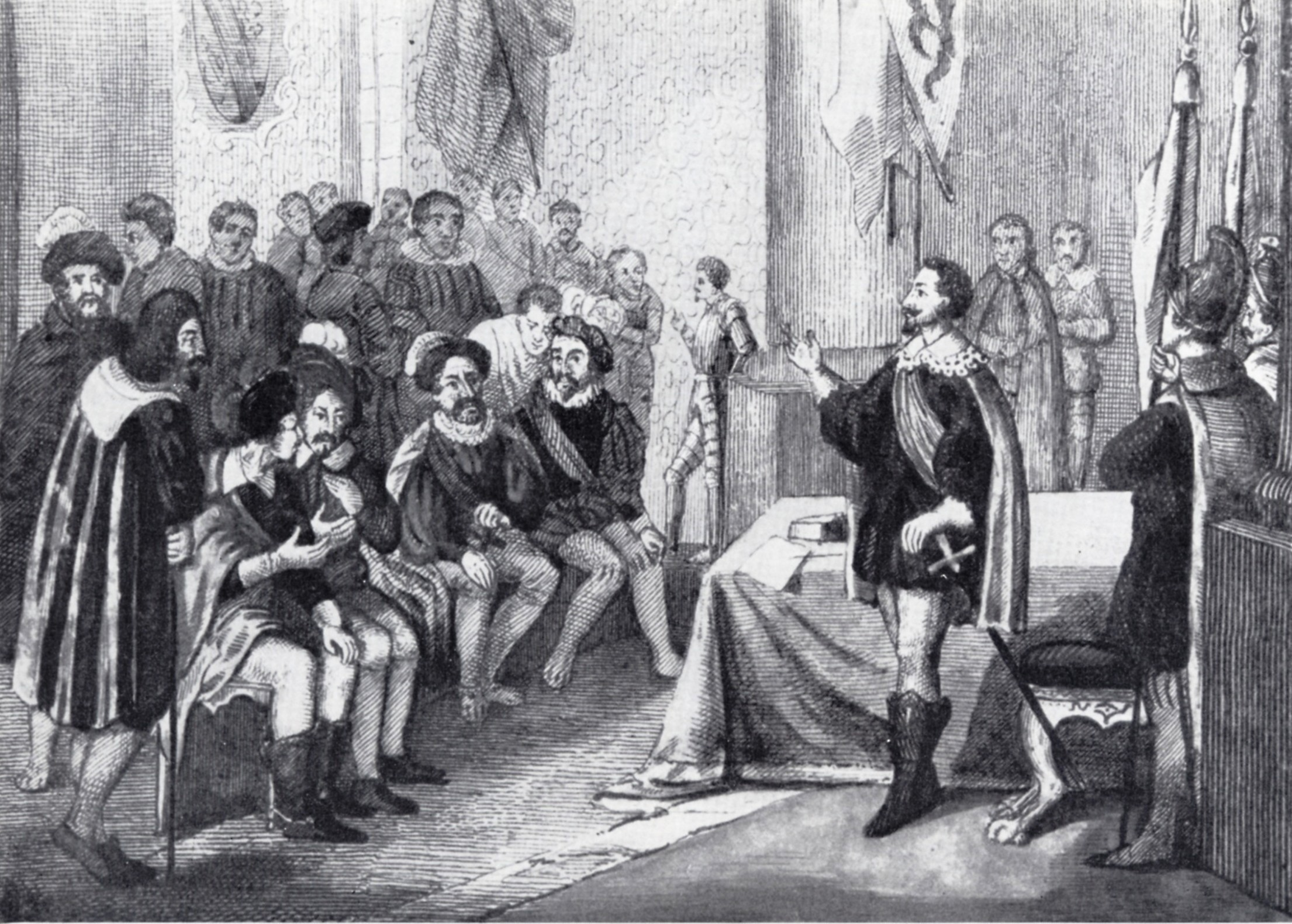
Gründung des Heilbronner Bundes 1633 (Lithographie um 1842)

Der Heilbronner Bund (auch Heilbronner Convent) war ein während des Dreißigjährigen Krieges am 23. April 1633 in Heilbronn geschlossenes Bündnis zwischen Schweden und den protestantischen Ständen der fränkischen, schwäbischen, kurrheinischen und oberrheinischen Reichskreise.

## Vorgeschichte
Die protestantischen Reichsstände befanden sich in dem Dilemma, dass sie einerseits ohne schwedische Hilfe sich nicht gegen die wenig kompromissbereite katholische Partei und den Kaiser wehren konnten und andererseits aber die schwedische Vorherrschaft und Landgewinne auf dem Boden des deutschen Reiches nicht akzeptieren wollten. Schweden wollte für seine Unterstützung zumindest eine angemessene Kompensation erhalten, worunter neben Geld auch Gebiete an der deutschen Ostseeküste verstanden wurden.
Bereits im Oktober 1632 beauftragte der schwedische König, Gustav II. Adolf, seinen Kanzler, Graf Axel Oxenstierna, die protestantischen Stände der fränkischen, schwäbischen, kurrheinischen und oberrheinischen Reichskreise nach Ulm einzuberufen. Der Kanzler sollte die Stände dazu bewegen, sich vom Kaiser loszusagen und sich unter den Schutz Schwedens zu stellen. Zudem sollten die Stände die Kriegskosten tragen.
Am 1. Novemberjul. / 11. November 1632greg. – wenige Tage vor der Schlacht bei Lützen – erfolgte die Einladung zu einem Konvent. Nach dem Tode Gustav Adolfs am 16. November 1632 in der Schlacht bei Lützen musste sich Oxenstierna zunächst vom schwedischen Reichstag die nötigen Vollmachten für die Regierungsgeschäfte geben lassen und zudem versuchte er in Sondierungsgesprächen mit dem Kurfürsten von Sachsen, Johann Georg I. dessen Einverständnis für den Konvent zu erlangen, was jedoch nicht gelang. Johann Georg I. versuchte stattdessen im Vorfeld die Zusammenkunft zu verhindern, da er sich als Oberhaupt des protestantischen Deutschland sah und für sich in Anspruch nahm, dass die Einladung zu einer Versammlung der Protestanten von ihm ausgehen müsste. Kurfürst Georg Wilhelm von Brandenburg unterstützte hingegen die Idee. Am 8. Januar 1633 erfolgte nun die formelle Ausschreibung des Konvents, der am 28. Januarjul. / 7. Februar 1633greg. in Ulm beginnen sollte. Truppen der Katholischen Liga unter Johann von Aldringen bedrohten inzwischen die Region um Ulm, weshalb Oxenstierna am 20. Februar den Konvent nach Heilbronn verlegte und den Beginn auf den 1. März festsetzte.

## Geschichte
Am 8. Märzjul. / 18. März 1633greg. eröffnete Oxenstierna den Konvent im Deutschen Haus in Heilbronn. Er unterbreitete seinen Vorschlag für ein enges Bündnis unter schwedischer Führung.
Die Verhandlungen gestalteten sich schwierig und langwierig, da nun die Stände jedes Reichskreises zunächst gesondert über ihre Stellungnahme berieten, bevor sie am 17. Märzjul. / 27. März 1633greg. eine gemeinsame Stellungnahme an die Schweden abgaben. In der Tendenz wollte man eine enge Bindung an Schweden und die Einräumung weitgehender Kompetenzen an diese vermeiden. Man wollte dem sächsischen Kurfürsten die Tür offenhalten und alles möglichst auf einen allgemeinen Konvent der deutschen Protestanten verschieben – insbesondere Württemberg wirkte in diese Richtung. Nur in Anbetracht des erneuten Vormarsches der katholischen Armeen verstand man sich auf einen Bund, der bis zu einem allgemeinen Bündnis als Provisorium wirken sollte. Am 18. Märzjul. / 28. März 1633greg. verhandelte Oxenstierna mit den Ständen mündlich, um die Prozesse voranzutreiben. Dabei ließ er sie seinen Unmut über die Stellungnahme spüren. Zwei Tage später legten die Schweden einen Vertragsentwurf vor, der den Ständen wenige Zugeständnisse machte. Oxenstierna forderte auch den französischen Gesandten zu einer Stellungnahme auf, der die Wichtigkeit des Bündnisses betonte, da Sachsen Friedensverhandlungen mit dem Kaiser angekündigt hatte und die süddeutschen Stände ohne Bündnis schlechte Friedensbedingungen zu befürchten hätten. Am 1. Apriljul. / 11. April 1633greg. übergaben die Stände Oxenstierna ihre gemeinsame Antwort auf dessen Vertragsentwurf, die wiederum dessen Unwillen erregte. Er drohte jede Mitarbeit im Direktorium des Bundes zu verweigern und sich stattdessen mit anderen ausländischen Mächten zu verbinden. Nun wurden die Stände gefügig und am 5. Apriljul. / 15. April 1633greg. erreichte man eine Einigung, die im Sinne der Schweden war. Die Unterzeichnung der Konföderationsakte erfolgte am 13. Apriljul. / 23. April 1633greg. und am 15. Apriljul. / 25. April 1633greg. erfolgte auch die Einigung mit der Reichsritterschaft, deren Kantone ja nicht Bestandteile der Reichskreise waren. In Heilbronn wurde auch ein Bündnis zwischen Schweden und Frankreich abgeschlossen.
Diesem Bund stand ein Direktorium vor, dessen Vorsitz Graf Axel Oxenstierna innehatte. Diesem stand ein Consilium formatum genannter Rat bei, der sich aus drei schwedischen und sieben deutschen Beisitzern zusammensetzte.
Nachdem in der Schlacht bei Nördlingen am 6. September 1634 das Bundesheer entscheidend geschwächt wurde, schwand die Bedeutung des Bundes rapide. Gemäß den Bestimmungen des Friedens von Prag wurde der Heilbronner Bund schließlich 1635 aufgelöst.

## Teilnehmer der Verhandlungen im April 1633
Nebst dem schwedischen Reichskanzler Oxenstierna nahm eine Reihe prominenter Protestanten persönlich an dem Treffen teil. Von den Reichsfürsten waren der Markgraf Friedrich V. von Baden-Durlach und die Herzoge von Württemberg, Herzog Julius Friedrich von Württemberg und Herzog Eberhard III. von Württemberg anwesend. Württemberg hatte überdies seinen Kanzler Jakob Löffler gesandt. Unter den weiteren Vertretern des Hochadels befanden sich der Wild- und Rheingraf Otto Ludwig von Salm-Kyrburg-Mörchingen und Graf Georg Friedrich von Hohenlohe für den Markgrafen Christian von Brandenburg. Durch Gesandte vertreten waren u. a. die Kurpfalz, Pfalz-Lautern und Pfalz-Zweibrücken. Von den Reichsstädten waren u. a. Nürnberg, Schweinfurt, Straßburg, Frankfurt am Main, Augsburg und Ulm vertreten.
Der französische Gesandte Manassès de Pas, Marquis de Feuquières nahm auch an den Verhandlungen teil und suchte erfolgreich den Einfluss Frankreichs zu erhöhen. England war durch den Schotten Sir Robert Anstruther vertreten und wurde durch John Durie begleitet.